# قطعنامه ۱۹۴۲ شورای امنیت
قطعنامه ۱۹۴۲ شورای امنیت سازمان ملل متحد که در تاریخ ۲۹ سپتامبر ۲۰۱۰ تصویب شد، سندی بین‌المللی دربارهٔ بررسی وضعیت در ساحل عاج است. این قطعنامه طی نشست ۶۳۹۳ام با ۱۵ رای موافق، ۰ مخالف و ۰ ممتنع تصویب شد.